# قره قشلاق (گرمی)
قره قشلاق یک روستا در ایران است که در دهستان آزادلو واقع شده‌است. قره قشلاق ۸۸ نفر جمعیت دارد.